# Bolet d'esca (ver)
Els bolets d'esca vers o veritables són bolets massissos, endurits, de mides grans a molt grans. Són bolets d'esca en forma de peülla o unglot. Sovint són bolets paràsits, que acostumen a causar la mort de l’arbre hoste.
Tenen textura de fusta, de carn gairebé sempre bruna tot i que en el cas del gènere Fomitopsis és groguenca en les zones joves.

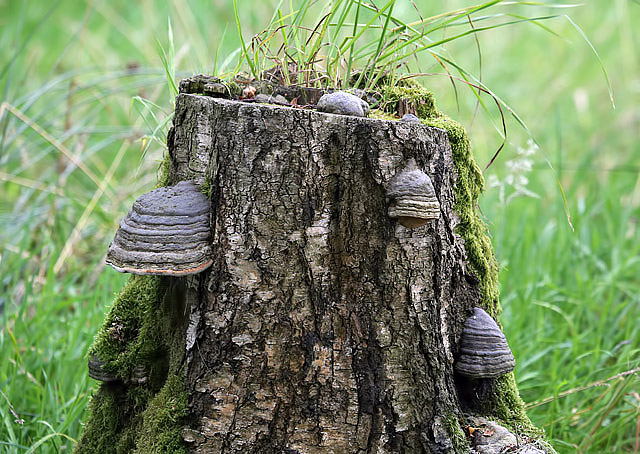
Bolet d'esca (Fomes fomentarius)

S'han emprat tradicionalment per elaborar l'esca o com a medicinals.

## Exemples de bolets d'esca vers més corrents
Les espècies de bolets d'esca vers més corrents són:
- Fomes fomentarius, bolet d’esca
- Fomitopsis pinicola, bolet d’esca marginat
- Phellinus pomaceus, bolet d’esca dels fruiters

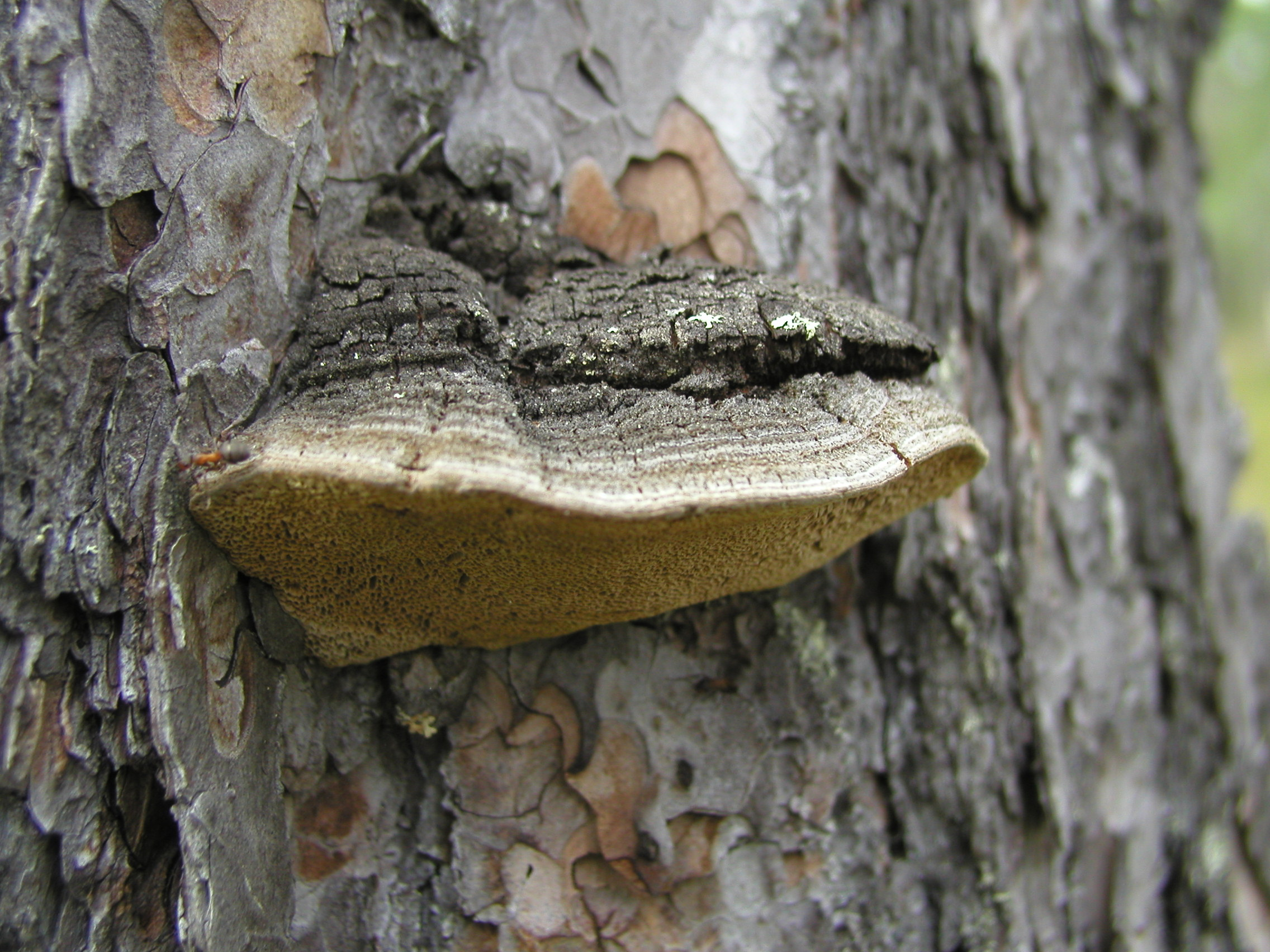
Bolet d'esca de pi (Porodaedalea pini)

- Bolet d'esca de pi (Porodaedalea pini)Porodaedalea pini, bolet d’esca de pi
- Fomitiporia rosmarini, bolet d’esca de romaní
- Fomitoporia robusta, bolet d’esca de roure
- Phellinus igniarius, bolet d’esca de salze
- Fomitopsis officinalis, bolet d’esca medicinal